# Phaeacius lancearius
Phaeacius lancearius là một loài nhện trong họ Salticidae.
Loài này thuộc chi Phaeacius. Phaeacius lancearius được Tord Tamerlan Teodor Thorell miêu tả năm 1895.